# Barilla (Pferd)
Barilla (* 2001), Spitzname Baba, ist eine zurückgetretene Tinker-Stute, die mit der belgischen Reiterin Barbara Minneci im Behindertenreitsport erfolgreich war.
Minneci erwarb die junge Scheckstute im Alter von 3 Jahren, obwohl die Reiterin ursprünglich auf der Suche nach einem älteren Therapiepferd war. Linksseitig gelähmt und ohne Muskelkraft auf der rechten Seite wollte sie wieder mit dem Reiten beginnen. Sie hatte keinerlei Turnierambitionen. Barilla ist nicht sehr groß, charakterlich so zuverlässig und gut ausgebildet, dass sie von ihrer Reiterin im Rollstuhl alleine versorgt werden kann. Die Stute lässt sich von der Rollstuhlfahrerin am Strick führen, die Hufe auskratzen, den Rücken striegeln und satteln. Die Reiterin zieht sich mit Hilfe eines Klettergurtes und eines Seilzuges selbstständig in den Sattel. Barilla ist für den Damensattel ausgebildet und wird vorwiegend mit Gewichtshilfen geführt. Die fehlenden Schenkelhilfen werden durch zwei Gerten ersetzt. Ihre Trainerin ist die belgische Para-Dressurreiterin Michèle George, die selbst mehrfach an Paralympischen Spielen teilnahm.
Mit Minneci im Sattel nahm Barilla bei den Sommer-Paralympics 2012 in London im Grad II teil. In der Einzel-Dressur belegte sie den 8. Rang. In der Kür errangen sie den 6. Platz.
Das Paar nahm auch an den Sommer-Paralympics 2016 teil und erreichten in Rio den 12. Rang. 2017 wurde Barilla aus dem großen Sport verabschiedet.

## Erfolge
- September 2016: Platz 12 im Einzel in Rio de Janeiro
- Mai 2016: Platz 4 mit der Equipe beim CPEDI3* in Roosendaal
- September 2015: Platz 4 in der Kür bei der Para-Dressur Europameisterschaft in Deauville mit 70.850 %
- 2012: Platz 8 in der Einzel-Dressur bei den Sommer-Paralympics 2012 in London
- September 2011: Platz 7 in der Kür bei der Para-Dressur Europameisterschaft in Moorsele